# Sowa (Botswana)
Sowa – miasto w Botswanie, w Dystrykcie Central. Według danych na rok 2018 liczyło 4200 mieszkańców.